# Chaos and Creation in the Backyard
Chaos and Creation in the Backyard é o décimo terceiro álbum de estúdio do cantor e compositor britânico Paul McCartney, lançado em setembro de 2005. Produzido por Nigel Godrich entre os anos de 2003 a 2005, o álbum caracteriza McCartney como o responsável por todos os instrumentos tocados no álbum.
Seguindo a estética de seus primeiros projetos solo, Paul McCartney optou por não trabalhar com uma banda completa no disco, e ficou responsável pela execução de todos os instrumentos. Musicalmente, segue as tendências mais introspectivas do músico apresentadas desde Flaming Pie (1997), mas com arranjos mais calmos que seus antecessores. Uma das influências para o disco foi a morte de George Harrison em 2001, o qual o inspirou a escrever "Friends to Go". A capa do álbum é uma fotografia do baixista no quintal de sua família tocando uma guitarra.
Chaos and Creation in the Backyard recebeu, em maioria, críticas positivas da mídia especializada, que destacou o clima de elegia no projeto, a parceria com o produtor Nigel Godrich e o renascimento criativo contínuo de Paul McCartney desde 1997. O disco é frequentemente destacado, em listas especializadas, como um dos melhores álbuns da carreira de Paul.

## Antecedentes

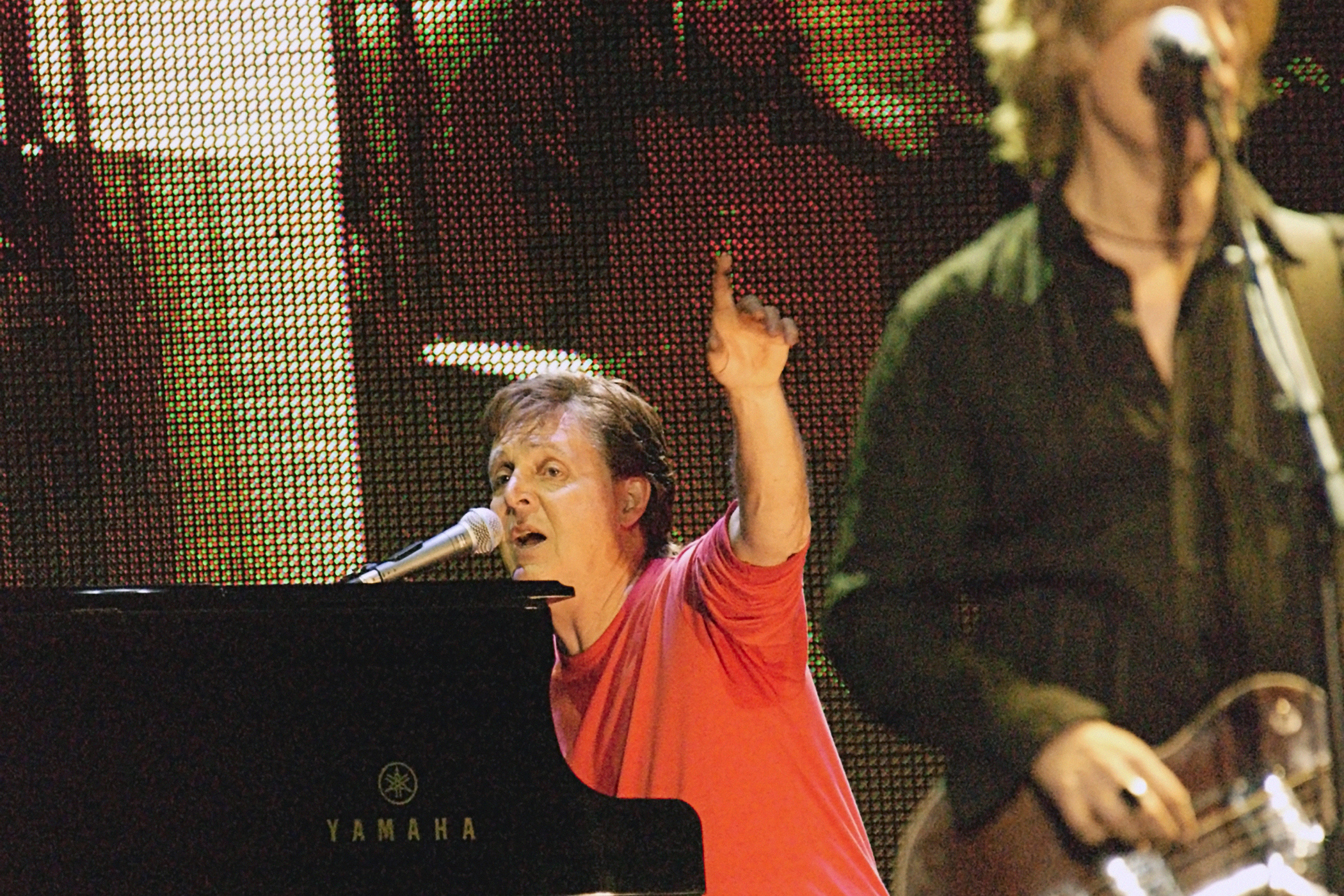
Paul McCartney, durante show em Moscou, no ano de 2003.

Em 1997, Paul McCartney lançou Flaming Pie, disco influenciado pelo seu trabalho na série de antologia dos Beatles, com o qual alcançou êxito em vendas comerciais, avaliações positivas da mídia especializada e foi considerado um "retorno às origens" do cantor.
Apesar da morte de sua esposa Linda McCartney, vítima de câncer de mama, em 1998, Paul continuou em uma fase favorável em sua carreira com Run Devil Run (1999), trabalho de covers e músicas inéditas com a participação de David Gilmour, Ian Paice e outros músicos.
Gilmour atuou com McCartney em apresentações até que Paul, em 2001, estreia uma nova banda, formada por músicos mais jovens para acompanhá-lo, como os guitarristas Rusty Anderson e Brian Ray, acompanhados por Paul "Wix" Wickens nos teclados e o baterista Abe Laboriel Jr.. É nesta formação que gravou Driving Rain (2001), em que maior parte das composições são influenciadas por seu novo relacionamento com Heather Mills. No mesmo ano, ocorre a morte de seu ex-colega de banda, George Harrison. Depois de lançar Driving Rain, realizou a Driving World Tour com a nova equipe de músicos. Os shows geraram os discos Back in the U.S. (2002) e Back in the World (2003).

## Estilo musical
O álbum tem uma sensação orgânica remanescente do primeiro lançamento solo de Paul, McCartney (1970), e algo das últimas gravações dos Beatles. "Nós realmente fomos criando muita coisa enquanto íamos em frente", disse McCartney. "Eu tentava algo novo e, se não funcionasse, tentava outro, até dar certo. Foi como fazer um carrinho de rolimã no quintal. "Quando Paul e eu nos juntamos tínhamos um objetivo em comum", disse Godrich. "Queríamos fazer um grande disco que fosse verdadeiro para Paul. Acho que foi exatamente isso que fizemos".

## Capa
A capa do álbum é de uma fotografia de Paul dedilhando um violão no quintal de sua família, tirada por seu irmão, Mike McCartney.

## Faixas
Todas as faixas escritas e compostas por Paul McCartney. 
| N.º | Título                       | Duração |  |
| 1.  | "Fine Line"                  | 3:05    |  |
| 2.  | "How Kind of You"            | 4:47    |  |
| 3.  | "Jenny Wren"                 | 3:47    |  |
| 4.  | "At the Mercy"               | 2:38    |  |
| 5.  | "Friends to Go"              | 2:43    |  |
| 6.  | "English Tea"                | 2:12    |  |
| 7.  | "Too Much Rain"              | 3:24    |  |
| 8.  | "A Certain Softness"         | 2:42    |  |
| 9.  | "Riding to Vanity Fair"      | 5:07    |  |
| 10. | "Follow Me"                  | 2:31    |  |
| 11. | "Promise to You Girl"        | 3:10    |  |
| 12. | "This Never Happened Before" | 3:24    |  |
| 13. | "Anyway"                     | 7:22    |  |

## Ficha técnica
- Paul McCartney - vocais, guitarra, violão, baixo, piano, percussão, bateria, moog, harmônica, trompete, auto-harpa, órgão, wurlitzer, espineta, escaleta, loops, vibrafone, glockenspiel, violoncelo, gravação
- Rusty Anderson - guitarra
- David Campbell - arranjos
- Pedro Eustache - duduk
- Jason Falkner - guitarra
- James Gadson - bateria
- Nigel Godrich - loops
- Abe Laboriel Jr. - percussão
- The Los Angeles Music Players - orquestra
- Millennia Ensemble - orquestra, Metais
- Brian Ray - guitarra
- Joby Talbot - arranjos, Maestro, arranjo de orquestra
- Joey Waronker - percussão